# Третьяков, Василий Никитич
Василий Никитич Третьяков — советский хозяйственный, государственный и политический деятель.

## Биография
Родился в 1906 году. Член КПСС.
С 1933 года — на хозяйственной, общественной и политической работе. В 1933—1982 гг. — инженер-технолог на предприятиях судостроительной промышленности в Ленинграде, главный инженер, заместитель начальника, начальник 2-го и 10-го Главных управлений, заместитель министра судостроительной промышленности СССР, начальник отдела, заместитель, первый заместитель председателя Государственного комитета по координации научно-исследовательских работ СССР, первый заместитель Министра приборостроения СССР.
За работу по повышению эффективности стрельбы корабельной артиллерии был удостоен в составе коллектива Сталинской премии 1943 года.
Умер в Москве в 1993 году.